# Zadvarje (kulturno-povijesna cjelina)
Kulturno-povijesna cjelina Zadvarja, općina Zadvarje, zaštićeno kulturno dobro.

## Opis dobra
Oblikovala se je od 15. do 20. stoljeća. Zadvarje se razvilo ispod istoimene tvrđave na važnom prometnom pravcu koji od prapovijesti preko usjeka Dubaca spaja dalmatinsku obalu i unutrašnjost. Na suprotnoj strani središnje prometnice spuštaju se litice prema kanjonu Cetine pa je naselje formirano između dvije prostorne dominante, tvrđave i kanjona. Srednjovjekovno ime tvrđave, Duare u značenju vrata, prolaz, upućuje na položaj i značaj Zadvarja kao vrata iz unutrašnjosti prema moru i nekadašnjoj Poljičkoj republici. Kuće uz glavnu prometnicu građene su tijekom 19. i početkom 20. stoljeća. Zadvarje pripada tipologiji gradova dalmatinske unutrašnjosti koji svoja podgrađa formiraju ispod tvrđave nizanjem kuća uz rubove značajnijih prometnica.

## Zaštita
Pod oznakom Z-6338 zavedena je kao nepokretno kulturno dobro - kulturno-povijesna cjelina, pravna statusa zaštićena kulturnog dobra, klasificirano kao "ruralna cjelina".